# Nicolae Calimachi-Catargiu
Nicolae Calimachi-Catargiu (grafiat și N. Callimaki-Catargi) (n. 24 februarie 1830, Iași – d. 9 noiembrie 1882, Paris) a fost un politician și de două ori ministru de externe român (28 noiembrie 1869 – 1 februarie 1870 și 18 decembrie 1870 – 11 martie 1871).

## Biografie

### Familie
Tatăl său a fost logofătul Ștefan Catargiu, membru al Căimăcămiei de Trei din Principatul Moldovei (1857 - 20 octombrie 1858), iar mama sa a fost Ruxandra Calimachi, care a insistat ca el să poarte și numele marii familii din care se trăgea ea.
A avut trei frați, Alexandru Catargiu, iar din a doua căsătorie a mamei cu Alecu Ruset-Roznovanu, Adela Rosetti-Roznovanu și Gheorghe Ruset Roznovanu (1834-1904).  

### Studii
A studiat la Iași și, din 1857, la Paris. A fost ales deputat în Adunarea Constituantă din 1866, în cadrul căreiea, alături de alte personalități precum Constantin Grădișteanu, Nicolae Gr. Racoviță, Aristid Pascal s-a opus proiectului guvernamental de Constituție, ce viza drepturile și libertățile individuale.
Din 1876 a devenit membru al societății Junimea și a intrat în politică, fiind numit în două rânduri ministru al Afacerilor Străine în Guvernul Dimitrie Ghica (28 noiembrie 1869-27 ianuarie 1870) și în Guvernul Ion Ghica (3) (18 decembrie 1870-11 martie 1871).

### Diplomat
În 1875 a fost trimis ca agent al României la Paris (1875-1876; 1877-1880) și a ocupat acest post până în 1880, când a fost numit ministru plenipotențiar la Londra (prezentându-și scrisorile de acreditare la 31 iulie 1880) Și-a încetat misiunea la Londra în 1881 (prezentându-și scrisorile de rechemare la 10 august 1881). Motivul încetării misiunii a fost iritarea guvernului britanic datorată divulgării unor secrete ale Ministerului de Externe român de către M. Callimaki Catargi, materializată prin publicarea neautorizată a unor fragmente din corespondența diplomatică între România și alte puteri, care aduceau atingere intereselor Austriei, prin dezvăluirea obiectivelor și politicii duse de Brătianu cu privire la chestiunea Dunării. Publicarea telegramelor diplomatice de către Nicolae Calimachi-Catargiu a fost urmată de o interpelare atât în Senatul României, cât și în Camera Deputaților, prin care se cerea trimiterea sa în judecată conform art. 305 Cod Penal. Propunerea a căzut la vot.
În același an a fost trimis din nou în misiune la Paris. În acest timp a redactat lucrarea bilingvă „Appendice au livre vert roumain sur la question du Danube” / „Appendice la cartea verde română asupra chestiunii Dunării” (31 pagini), pe care a publicat-o în 1881, la Paris, impr. de Chaix, sub semnătura N. Callimaki-Catargi.

### Decretul regal de rechemare
Ministrul secretar de Stat la departamental afacerilor străine, Eugeniu Stătescu, i-a înaintat regelui Carol I un raport prin care solicita rechemarea lui Callimaki Catargi, cu următoarea motivare:
Din luna lui Maiu și până la 15 Octombre expirat, D-sa a lipsit mai necontenit de la post, căutându’și de interesele pale particulare la moșie. Când la începutul lui Iulie, D. I. Ghika a fost trămis ca ministru plenipotențiar la Londra, unde cestiuni importante făceau necesară presența sa, n’am putut, de cât cu mare anevoință, să înduplec pe D. Callimaki Catargi să plecespre a pune pe D. Ghika în posițiune de a putea presenta scrisorile sale de acreditare. Cu toate stăruințele ce am pus atunci pe lângă D-sa, abia pe la finele lui Iulie s'a putut determina de a se duce la Londra spre a presenta scrisorile sale de rechiemare. Dar îndată după îndeplinirea acestei formalități și trei săptămâni abia după ce plecase din țară, D. Callimaki Catargi, prin repețite telegrame, cere, cu stăruință, un nou concediu, sub cuvent că afacerile sale particulare rămăseseră în suferință și că presința sa era cu totul inutilă la Paris.
Ca urmare, regele a emis următorul decret:
Asupra raportului ministrului Nostru secretar de Stat la departamentul afacerilor străine, sub No. 21,599,

Am decretat și decretăm ce urmează:
Art. I. În interesul serviciului, D. Nicolae Callimaki Catargi este rechiămat din postul de trămis extra-ordinar și ministru plenipotențiar al Nostru la Paris, considerându-se încetarea funcțiunilor sale, de la 25 Octombre (6 Noembre), anul curent.
Dat în Bucuresci, la 7 Noembre 1881. CAROL